# رابرت فوگل
رابرت فوگل (به انگلیسی: Robert Fogel)
(زادهٔ ۱ ژوئیه ۱۹۲۶ – درگذشته ۱۱ ژوئن ۲۰۱۳) دانشمند آمریکایی است که در سال ۱۹۹۳ موفق به دریافت جایزه نوبل اقتصاد شد.

## زندگی
فوگل در نیویورک به دنیا آمد پدر و مادر او از یهودیان مهاجر روسی بودند که در سال ۱۹۲۲ از اودسا به آمریکا مهاجرت کرده بودند. او در سال ۱۹۴۴ از دبیرستان استایوسانت فارغ‌التحصیل شد و تحصیلات عالی خود را در دانشگاه کرنل ادامه داد و پس از آن در دانشگاه کلمبیا مشغول به کار شد. فوگل در سال ۱۹۶۳ مدرک دکترا خود را از دانشگاه جانز هاپکینز دریافت کرد.